# Pseudocandona rostrata
Pseudocandona rostrata är en kräftdjursart som först beskrevs av Brady och Norman 1889.  Pseudocandona rostrata ingår i släktet Pseudocandona och familjen Candonidae. Inga underarter finns listade i Catalogue of Life.